# Ferula pachycaulos
Ferula pachycaulos är en flockblommig växtart som beskrevs av Karl Heinz Rechinger. Ferula pachycaulos ingår i släktet stinkflokesläktet, och familjen flockblommiga växter. Inga underarter finns listade i Catalogue of Life.